# Pterion

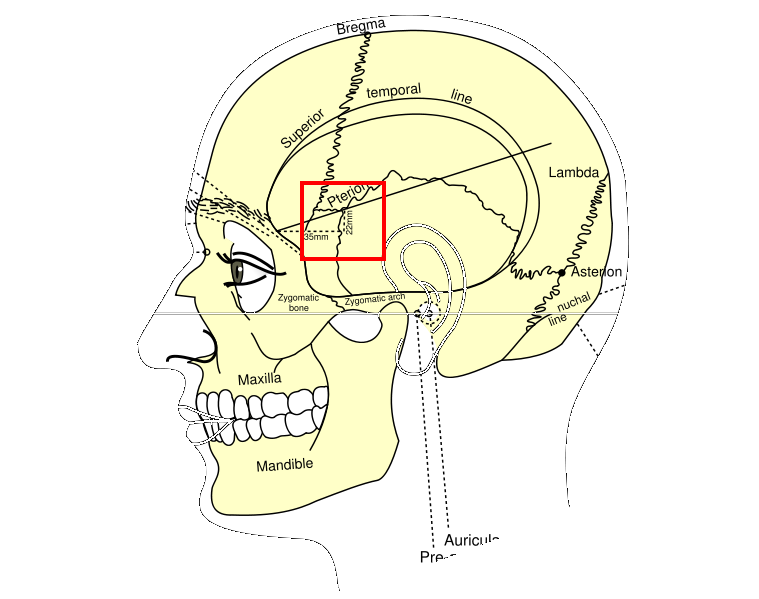
Egy koponya sematikus rajza (a piros négyzet jelöli a pteriont)

Ahol a sphenoparietális varrat (sutura sphenoparietalis) hátsó része találkozik a pikkelyvarrattal (sutura squamosa) azt a pontot nevezzük pterionnak.

## Pontos elhelyezkedés
A processus zygomaticus ossis frontalis mögött 3cm-mel és felette egy kicsivel helyezkedik el. Következő három csont (os) találkozásánál található.
- halántékcsont (os temporale)
- falcsont (os parietale)
- ékcsont (os sphenoidale)

## Klinikai jelentősége
Ez a pont a koponya leggyengébb pontja. Klinikailag fontos mert az arteria meningea media fut alatta. Ha ütést mérnek a pterionra (például Ökölvívás közben) epidurális hemtoma (kemény agyhártya feletti vérömleny) alakulhat ki.